# ダンシング・オン・アイス
『ダンシング・オン・アイス』（Dancing on Ice）は英ITVで冬季限定で放送されているアイスダンスリアリティ番組。いわば氷上版「ストリクトリー・カム・ダンシング」である。

## 概要
第1シリーズは2006年1月14日に放送開始。フィギュアスケートのリンクを使用し、毎回セレブリティゲストとプロスケーターがアイスダンスを行い、優勝者を決める。また、オーストラリア、ベルギー、イタリア、ドイツでも同様の番組が放映されている。

## 出演
- 司会：フィリップ・スコフィールド、クリスティーン・ブリークリー
- 主審：ロビン・カズンズ（1980年レークプラシッドオリンピック・フィギュアスケート男子シングル金メダリスト）
- 監修：ジェーン・トービル&クリストファー・ディーン組(1981－1984年アイスダンス世界チャンピオン、1984年サラエボオリンピック金メダリスト。オーストラリア版では「トービルとディーン」のと番組に彼らの名が冠せられている）

2013年放送シーズンをもって、トービル＆ディーンは降板。そのため番組も2014年シーズンで終了が決まったが、ITVのリアリティ番組の中では一番の人気番組であり、シーズン最終回は全局のリアリティー番組の中でも最高視聴率を取る番組なので、2016年に復活があると既に噂されていたが、2年遅れで2018年に復活した。

## 歴代優勝ペア
- シリーズ1（2006年）：ゲイナー・フェイ（女優）/ダニエル・ホイストン
- シリーズ2（2007年）：キーラン・ブラッケン（ラグビー選手）/メラニー・ランバート
- シリーズ3（2008年）：スザンヌ・ショー（歌手、女優）/マット・エバース
- シリーズ4（2009年）：レイ・クイン（歌手、Xファクター第3シリーズ準優勝）/Maria Filippov
- シリーズ5（2010年）：ヘイリー・タマッドン（女優）/ダニエル・ホイストン
- シリーズ6（2011年）：サム・アットウォーター（イーストエンダーズの俳優）/Brianne Delcourt
- シリーズ7（2012年）：マシュー・ウルフェンデン（エマーデイルの俳優）/ニーナ・ウラノワ
- シリーズ8（2013年）：ベス・トウィードル（体操選手）/ダニエル・ホイストン
- シリーズ9（2014年）：（歴代チャンピオンオールスターで開催）レイ・クイン/Maria Filippov